# Czarny szlak turystyczny Nowa Słupia – Piórków
 Czarny szlak turystyczny Nowa Słupia – Piórków im. Jerzego Kapuścińskiego – szlak turystyczny na terenie Gór Świętokrzyskich.

## Przebieg szlaku
| Odległość | Atrakcje                   | Punkt              | Skrzyżowania szlaków                                |
| --------- | -------------------------- | ------------------ | --------------------------------------------------- |
| 0,0 km    | pomnik · kościół · muzeum  | Nowa Słupia        | Święty Krzyż – Pętkowice Łagów – Nowa Słupia        |
| 3,5 km    | rezerwat roślinny · pomnik | Góra Chełmowa      |                                                     |
| 5,0 km    |                            | Pokrzywianka Górna |                                                     |
| 8,5 km    | kościół · drzewo · wąwóz   | Grzegorzowice      | Święty Krzyż – Pętkowice                            |
| 10,0 km   |                            | Wałsnów            |                                                     |
| 11,5 km   |                            | Kunin              |                                                     |
| 12,0 km   |                            | Nowy Skoszyn       |                                                     |
| 16,0 km   | rezerwat roślinny · skały  | Szczytniak         | Główny Szlak Świętokrzyski im. Edmunda Massalskiego |
| 20,8 km   |                            | Piórków            |                                                     |

## Galeria

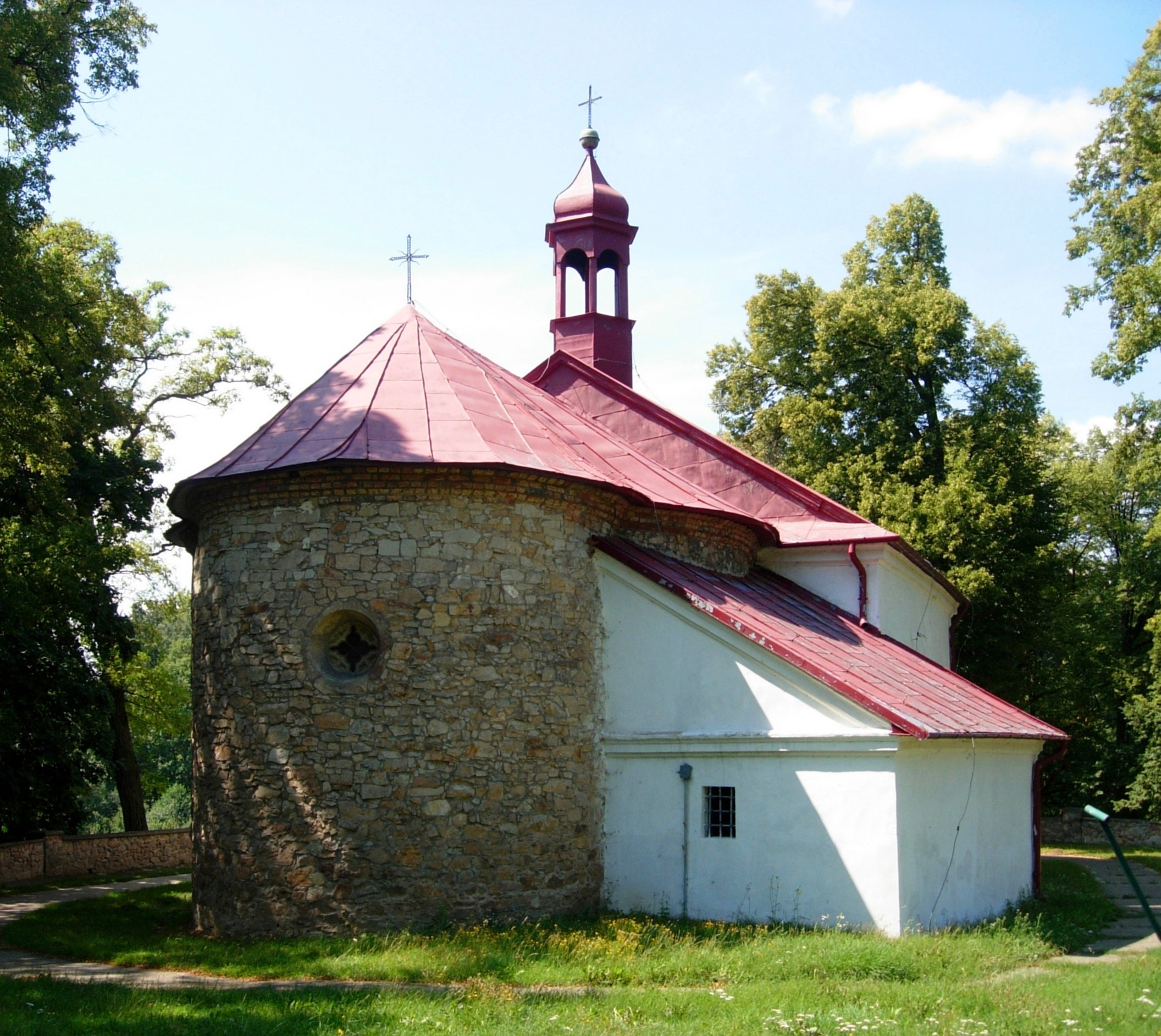
Kościół z romańską rotundą w Grzegorzowicach